# Hey Rosetta!
Gli Hey Rosetta! sono un gruppo musicale indie rock canadese, formatosi a Saint John's nel 2005 e composto da Tim Baker, Adam Hogan, Phil Maloney, Josh Ward, Kinley Dowling, Romesh Thavanathan e Mara Pellerin.

## Storia
Nel 2006 gli Hey Rosetta! hanno pubblicato il loro album di debutto Plan Your Escape e tre anni più tardi hanno vinto tre East Cost Music Awards. Nel 2008 il secondo disco Into Your Lungs è stato selezionato per l'Atlantis Music Prize e per il Polaris Music Prize. Anche l'album successivo, Seeds, è stato selezionato per quest'ultimo premio ed è stato supportato da una lunga tournée. Nel 2014 Second Sight ha esordito alla 6ª posizione della Billboard Canadian Albums e ha vinto il Borealis Music Prize. A ottobre 2017 la band ha annunciato un periodo di pausa.

## Discografia

### Album in studio
- 2006 – Plan Your Escape
- 2008 – Into Your Lungs (and around in Your Heart and on Through Your Blood)
- 2011 – Seeds
- 2014 – Second Sight

### EP
- 2005 – Hey Rosetta!
- 2007 – Plan Your Escape
- 2009 – Old Crow Black Night Stand Still
- 2010 – Red Songs
- 2012 – Sing Sing Sessions
- 2012 – A Cup of Kindness Yet

### Singoli
- 2011 – Welcome
- 2011 – Yer Spring
- 2011 – Seeds
- 2014 – Kintsukuroi
- 2014 – Soft Offering (for the Oft Suffering)
- 2015 – Gold Teeth